# يوبي سوفت باريس
يوبي سوفت باريس (بالإنجليزية: Ubisoft Paris)‏ هي شركة فرنسية مطورة لألعاب الفيديو، تأسست عام 1986 وهي المقر الرئيسي لشركة يوبي سوفت .

## الألعاب
- توم كلانسي إند وار
- مايكل جاكسون: ذا اكسبيريانس
- جاست دانس 3
- جاست دانس 2
- جاست دانس وي
- جاست دانس 2014
- أساسنز كريد
- واتش دوغز
- جاست دانس 2015